# JavaServer Pages Standard Tag Library
Стандартная библиотека тегов JSP (англ. JavaServer Pages Standard Tag Library, JSTL) — расширение спецификации JSP, добавляющее библиотеку JSP тегов для общих нужд, таких как разбор XML данных, условная обработка, создание циклов и поддержка интернационализации. JSTL — конечный результат JSR 52, разработанного в рамках процесса сообщества Java.
8 мая 2006 был выпущен релиз JSTL 1.2.
1 декабря 2020 года впервые за долгое время был выпущен новый мажорный релиз JSTL 2.0.0
14 мая 2022 года выпущен следующий мажорный релиз JSTL 3.0.0
JSTL является альтернативой такому виду встроенной в JSP логики, как скриплеты, то есть прямые вставки Java кода.
Использование стандартизованного множества тегов предпочтительнее, поскольку получаемый код легче поддерживать и проще отделять бизнес-логику от логики отображения.